# Liste der Pfarren im Dekanat Eisenstadt-Rust
Das Dekanat Eisenstadt-Rust ist ein Dekanat der römisch-katholischen Diözese Eisenstadt in Österreich.

## Pfarren mit Kirchengebäuden
| Pfarre                         | Seelsorgeraum        | Patrozinium                          | Kirchengebäude                            | Bild |
| ------------------------------ | -------------------- | ------------------------------------ | ----------------------------------------- | ---- |
| Breitenbrunn am Neusiedler See | Hildegard von Bingen | Hl. Kunigunde                        | Pfarrkirche Breitenbrunn                  |      |
| Donnerskirchen                 | Hildegard von Bingen | Hl. Martin                           | Pfarrkirche Donnerskirchen                |      |
| Eisenstadt-Dompfarre           |                      | Hl. Martin                           | Dom St. Martin                            |      |
| Eisenstadt-Oberberg            |                      | Mariä Heimsuchung                    | Bergkirche Eisenstadt                     |      |
| Großhöflein                    |                      | Hl. Johannes d. Täufer               | Pfarrkirche Großhöflein, Antonikapelle    |      |
| Kleinhöflein im Burgenland     |                      | St. Vitus (Hl. Veit)                 | Pfarrkirche Eisenstadt-Kleinhöflein       |      |
| Leithaprodersdorf              |                      | Hl. Maria Magdalena                  | Pfarrkirche Leithaprodersdorf             |      |
| Loretto                        |                      | Zur Unbefleckten Empfängnis          | Basilika Maria Loretto                    |      |
| Mörbisch am See                |                      | Kreuzerhöhung                        | Pfarrkirche Mörbisch am See               |      |
| Müllendorf                     |                      | Hl. Ägidius                          | Pfarrkirche Müllendorf                    |      |
| Neufeld an der Leitha          |                      | Hl. Erzengel Michael                 | Pfarrkirche Neufeld an der Leitha         |      |
| Oggau am Neusiedler See        |                      | Hll. Dreifaltigkeit, Simon und Judas | Pfarrkirche Oggau                         |      |
| Purbach am Neusiedler See      | Hildegard von Bingen | Hl. Nikolaus                         | Pfarrkirche Purbach am Neusiedler See     |      |
| Rust am See                    |                      | Hl. Dreifaltigkeit                   | Pfarrkirche Rust am See                   |      |
| Sankt Georgen am Leithagebirge |                      | Hl. Georg                            | Pfarrkirche Eisenstadt-St. Georgen        |      |
| Sankt Margarethen              |                      | Hl. Johannes der Täufer              | Pfarrkirche St. Margarethen im Burgenland |      |
| Schützen am Gebirge            | Hildegard von Bingen | Hl. Maria Magdalena                  | Pfarrkirche Schützen am Gebirge           |      |
| Stotzing                       |                      | Hl. Johannes d. Täufer               | Pfarrkirche Stotzing                      |      |
| Wimpassing an der Leitha       |                      | Zur Unbefleckten Empfängnis          | Pfarrkirche Wimpassing an der Leitha      |      |

## Dekanat Eisenstadt-Rust
Das Dekanat wurde am 28. Juni 2020 aus 19 Pfarren der bisherigen Dekanate Eisenstadt und Rust neu errichtet.
Dechanten